# Dio Cassius
Lucius Claudius Cassius Dio (în greacă:Δίων ὁ Κάσσιος) (n. 155 sau 163/164 - d. după 229), cunoscut și ca Dio Cassius, Cassius Dio sau (incorect) Cassius Dio Cocceianus a fost un cunoscut istoric din Imperiul Roman . A publicat o istorie a Romei (Romaika) în limba greacă, în 80 de volume, începând cu venirea lui Enea în Italia, fondarea orașului, și ajungând până în anul 229, acoperind astfel o perioadă de 983 ani. Din cele 80 de cărți, scrise de-a lungul a peste 22 de ani, majoritatea au ajuns până la noi sub formă întreagă sau fragmentară. În ce măsură interpolările au schimbat textul original este greu de spus și sunt încă multe dispute pe această temă. În cărțile 67 și 68 descrie războaiele purtate între daci și romani. Păstrarea unui număr atât de mare din scrierile lui Dio Cassius, deși nu a fost un scriitor însemnat pentru partea occidentală a Imperiului Roman (și, apoi, a Europei Apusene până prin secolul al XVIII-lea) s-a datorat faptului că a devenit ceea ce se numea "scriitor canonic" în Imperiul Roman de Răsărit (bizantin).

## Biografie
S-a născut în Niceea (azi İznik, în Turcia), ca fiu al lui Cassius Apronianus, senator roman. Era roman de origine greacă, opera sa fiind scrisă în greacă. A considerat mereu că "acasă" înseamnă orașul său natal, vila sa din Italia numind-o „rezidența din Italia”.
Cea mai mare parte a vieții a fost în serviciul public. A fost senator, guvernator al Smyrnei, consul, proconsul în Africa și Panonia. Împăratul Septimius Severus l-a prețuit foarte mult, făcându-l consul, deși firea sa caustică a iritat Garda Pretoriană, care i-a cerut moartea.
După cel de-al doilea mandat de consul, fiind în vârstă, s-a întors în țara natală, unde a și murit.

### Istoria Romei
„Istoria Romei” are 80 de cărți, elaborate de-a lungul a 22 de ani de muncă și cercetări. Acoperă o perioadă de 983 de ani, de la venirea lui Enea în Italia și fondarea Romei, până la anul 229 d.Hr. Până la perioada lui Iulius Cezar istoria este mai lapidară; după aceea descrierile sunt mai detaliate, începând de la Commodus devenind foarte precise.
Din primele 38 de cărți s-au păstrat fragmente; cărțile 39-54 sunt practic complete și acoperă perioada 65-12 î.hr. Cartea 55 are o porțiune mare lipsă, 56-60 sunt complete. Din ultimele 20 cărți (61 - 80) au rămas doar fragmente și traduceri prescurtate ale călugărului Ion Xifilin din secolul XI .